# 比约恩·帕姆奎斯特
比约恩·帕姆奎斯特（瑞典語：Björn Palmqvist，1944年3月15日—），瑞典男子冰球运动员，场上位置是前锋。他曾代表瑞典国家队参加1968年和1972年冬季奥林匹克运动会冰球比赛，均获得第四名。